# 미니애폴리스 밀러스
미니애폴리스 밀러스(Minneapolis Millers)는 미국 미네소타주 미니애폴리스를 연고지로 했던 마이너 리그 베이스볼 팀이다. 1936년부터 1938년까지 보스턴 레드삭스, 1946년부터 1957년까지 뉴욕 자이언츠, 1958년부터 1960년까지 다시 보스턴 레드삭스 산하의 마이너 리그 팀으로 있었다. 역대 홈구장은 애슬레틱 파크, 니컬렛 파크, 메트로폴리탄 스타디움을 사용했다.

## 역대 주요 선수
- 지미 콜린스
- 레이 댄드리지
- 윌리 메이스
- 루브 워델
- 호이트 윌헬름
- 테드 윌리엄스
- 칼 야스트렘스키
- 오시 블루지
- 사이 모건
- 스튜 밀러
- 폴 리처즈
- 척 태너